# Christopher Kviborg
Christopher Jonsson Kviborg, född 2 juni 1985, är en svensk kommentator på Tv4. Tidigare har han arbetat för Eurosport, Strive och Canal+ och AIK Media.
Christopher Kviborg började att skriva om AIK, UD Las Palmas och Real Madrid på supportersidan SvenskaFans.com. Nu för tiden poddar han med Christoffer Svanemar och Agust Spångberg i Testa Stör som är en podd med inriktning AIK.